# Allium hookeri
Allium hookeri là một loài thực vật có hoa trong họ Amaryllidaceae. Loài này được Thwaites mô tả khoa học đầu tiên năm 1864.